# 싱가포르의 경찰

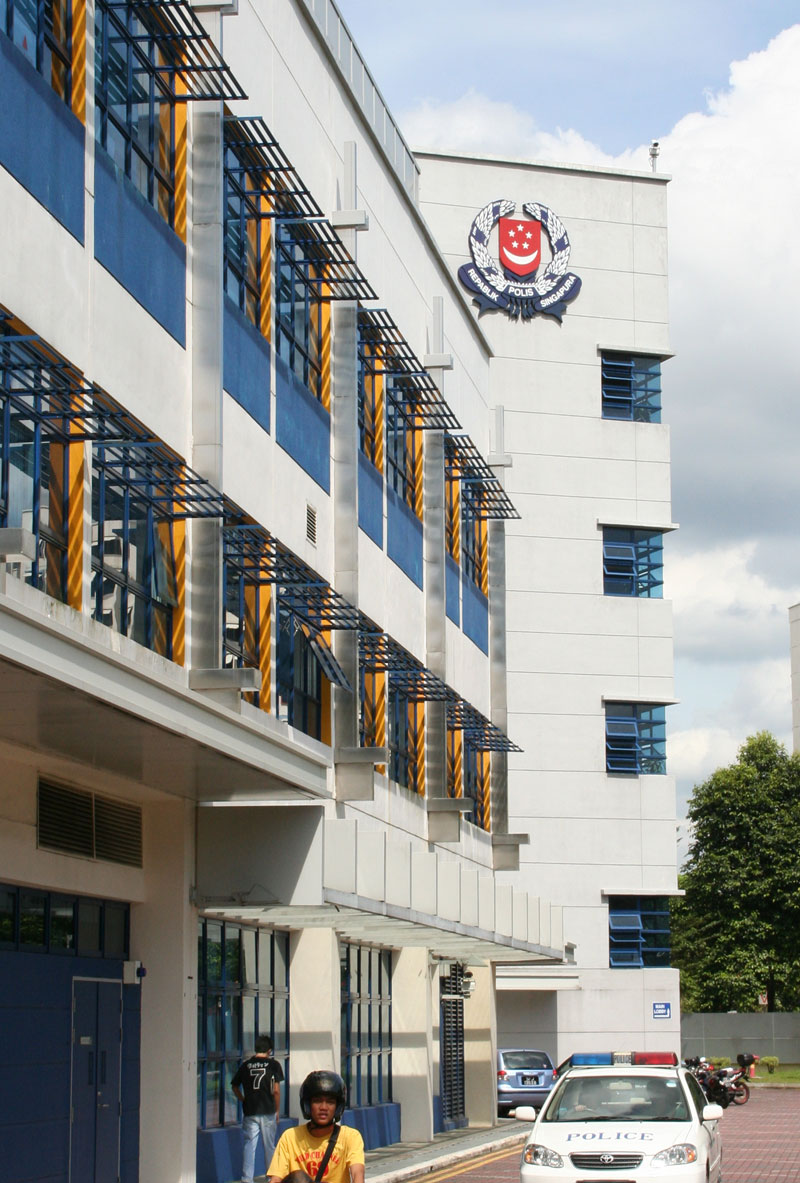

싱가포르의 경찰(Singapore Police Force, SPF)은 싱가포르 공화국의 범죄 예방과 법 집행을 담당하는 국가 및 주요 법 집행 기관이다. 이는 조직 범죄(인간 및 무기 밀매, 사이버 범죄)에 맞서는 국가의 주요 기관이다. 국내 및 국제 국경을 넘나드는 경제 범죄는 물론 내무부(MHA) 소관 하에 모든 범죄를 조사하는 임무를 맡을 수 있으며 싱가포르 의회에 책임을 진다.
SPF의 주요 지리적 책임 영역은 전국을 포괄하며, 5개 지역과 55개 계획 영역으로 구성된다. 조직에는 특정 초점을 맞춘 다양한 직원 부서가 있다. 여기에는 싱가포르의 주요 민간 공항인 창이와 셀레타르의 치안을 담당하는 공항 경찰국(APD)이나 싱가포르 영해와 항구 아래 지역을 보호하고 단속하는 해안경비대(PCG)가 포함된다.
이전에 싱가포르 경찰(RSP)로 알려졌던 SPF는 제복을 입은 조직이다. SPF는 "싱가포르의 안전과 보안을 보장하기 위해 범죄를 예방, 억제, 탐지"하는 임무와 비전을 선언했다. 이는 인터폴 및 기타 국제 법 집행 기관과 같은 외국 기관과의 싱가포르 접촉 지점이다. SPF의 조직 구조는 참모와 라인 기능으로 나누어져 있으며 이는 대략 싱가포르군(SAF)을 모델로 한다.
SPF는 현재 16개의 참모 부서, 4개의 전문 참모 부서, 18개의 전문가 및 라인 단위, 7개의 토지 부서로 구성되어 있다. 본부는 노베나(Novena) 지역의 뉴피닉스파크(New Phoenix Park) 건물 블록 중 하나에 있으며, 이는 MHA가 사용하는 트윈 블록 바로 옆에 있다. 본부 내에 위치한 경찰문화유산센터(PHC)는 대중에게 공개되며 다양한 전시물과 멀티미디어 디스플레이를 통해 SPF의 역사를 보여준다.
2020년 기준 SPF의 병력은 약 10,706명으로, 선장 9,571명, 민간인 1,135명이다. SPF는 일반적으로 싱가포르의 범죄율을 낮게 유지하고 치안 관리를 비교적 투명하게 유지하는 데 앞장서는 것으로 알려져 있다. 따라서 싱가포르는 세계에서 부패가 가장 적고 안전한 국가 중 하나로 간주되었다. SPF는 또한 내부 보안부(ISD) 및 부패 관행 조사국(CPIB)과 긴밀히 협력한다. 2022년 기준 내무부 장관은 K 샨무감(K Shanmugam)이고, SPF의 현 위원은 흥위텍(Hoong Wee Teck)이다.

## 같이 보기
- 탐오조사국